# Meziříčko (Žďár nad Sázavou)
Meziříčko (in tedesco Mesericzko) è un comune ceco situato nel distretto di Žďár nad Sázavou, nella regione di Vysočina.